# クリスティアン・ケルン
クリスティアン・ケルン（Christian Kern、1966年1月4日 - ）は、オーストリアの政治家、経営者。同国首相を務めた（第29代、第二共和政第13代）。元オーストリア社会民主党党首。

## 経歴
母は秘書職、父は電気工に就いていたという一般家庭で生まれた。出生はオーストリアのウィーンのジンメリングで生まれ育った。ウィーン大学で報道学とコミュニケーション学を専攻し1997年に修士号を得ている。在籍時代にはオーストリア社会主義連盟に加わっている。スイスのザンクトガレン大学　()（ドイツ語）でマネジメントの学位を取得。
1989年から経済ジャーナリストとして活動、 1991年には第3次フランツ・フラニツキー内閣で首相府政務官のペーター・コステルカ（ドイツ語）に公営事業に関する助手として起用された。1994年からはオーストリア国民議会のオーストリア社会民主党院内会派室で事務局でプレス担当のメインスタッフとして活動していた。

### 経営者として
1997年、オーストリア最大の電力会社フェアブントに請われ同社の系列会社でマーケティング・営業戦略担当部長、海外のM＆A、事業参画拡大、及び高電圧領域担当等の要職を担当、2002年には同社の役員に就任した。
2010年6月にオーストリア連邦鉄道ホールディングの代表取締役に就任、就任時には前職から約15%減額の500.000ユーロで契約を締結、任期途中で2019年までの延長を確約させた。経営困難に陥っていた同社を改革し、財務・人的・インフラ・サービス面で概ね向上させたという実績が認められている.。

2014年からは2017年末までの任期で欧州鉄道連盟（英語）の総裁職に就いた。
2016年5月17日の首相就任に伴い、ケルンはオーストリア連邦鉄道ホールディングの役員をはじめとするほぼ全ての要職から辞任した。

### 政治家として
2016年5月に辞任したヴェルナー・ファイマンの後任として、社会民主党の幹部会議は2016年5月13日、首相および同党党首としてケルンを選出することで合意。5月17日に行われた社会民主党の執行役員会で正式に首相に選任され、2016年6月25日に予定されていた党大会では対立候補を擁立しない旨を確認した。同日2016年5月17日17時にハインツ・フィッシャー大統領によって認証式が行われ、正式に首相に就任。オーストリア国民党との大連立内閣が発足した。
国民議会における首相就任演説では、人間の尊厳の尊重や経済の上昇等について観念的な方向性について述べたが、特に具体的な施策や方針については述べていない。また、前ファイマン政権は自由党との連立を強く否定していたが、ケルンは「基本的に連立への途を閉ざしてはいない」と述べつつも、「補足的な考え方」としており、「私としては国民党との連立政権のパートナーとして維持していきたい」と大統領認証前に述べている。2016年5月22日に行われた大統領選挙戦では、緑の党が推したアレクサンダー・ファン・デア・ベレンを選ぶと公言している。
しかし、社会民主党と国民党の間の亀裂が深まり政権は事実上破綻。2017年5月16日、各党の話し合いにより前倒しで議会解散を実施することを決定した。10月15日の国民議会選挙の結果、社会民主党は52議席の第二党にとどまり、連立工作の結果、社会民主党は下野することが決まった。12月18日に首相を退任。

## 政策

### 経済・雇用
新たな雇用の拡大と経済成長に重点をおき、『アジェンダ2025』としてニューディール政策を講じることを就任演説で語っている。

### 移民対策
就任直後、オーストリア放送協会のニュース番組 【ZIB2】のインタビューで、前政権下で国民党と合意した政策を踏襲するとしつつも、すでに国内に滞在している難民をどのように同化し、具体的に住居や雇用の対策を講じていけるか、現在の想定受け容れ人数を上回るような事態における緊急対策については、さらに具体的な審議が必要であるとしている。

## ケルン内閣
SPÖ＝オーストリア社会民主党　／　ÖVP＝オーストリア国民党
（2016年5月18日現在）
| 職名                                | 氏名                                 | 所属政党                     | 担当領域 | 在職             | 備考 |
| ----------------------------------- | ------------------------------------ | ---------------------------- | --- | ---------------- | ---- |
| 首相                                | クリスティアン・ケルン               | SPÖ                          | | 2016年5月17日 -  |      |
| 首相府 補佐政務官                   | ムナ・ドゥッツダー                   | SPÖ                          | 官房・公営事業 | 2016年5月17日 -  |      |
| 副首相 兼 経済・科学・研究大臣      | ラインホルト・ミッターレーナー       | ÖVP                          | 運輸・農業・森林・水・科学開発技術を除く商工業全般 貿易／国営企業／鉱業／エネルギー／電力施設標準化 土地・不動産／測地・測量／家庭・青年問題 | 2014年9月1日 -   |      |
| 経済・科学・研究省補佐政務官        | ハラルド・マーラー                   | ÖVP                          | 経済・科学・研究大臣の補佐業務 | 2014年9月1日 -   |      |
| 財務大臣                            | ハンス・ヨォルグ・シェリング         | ÖVP                          | 財務・財政全般／通貨管理／国有財産管理 | 2014年9月1日 -   |      |
| 外務大臣 ・欧州 及び 同化問題担当   | ゼバスティアン・クルツ               | ÖVP                          | 外務全般／EU関連／国際法／同化／国際文化交流 国際原子力機関・国連難民高等弁務官事務所および 赤十字社との窓口業務                             | 2013年12月16日 - |      |
| 家族・青年大臣                      | ゾフィー・カルマジン                 | 無所属 （ただしSPÖから選出） | 家族の経済的改善／家庭内暴力対策／別居・離婚問題 青少年の保護・育成                                                                          | 2013年12月16日 - |      |
| 保健大臣（2016年6月より婦人相兼務） | ザビーネ・オーバーハウザー           | SPÖ                          | 健康問題／検疫／健康障害保険／食品検査／遺伝子工学                                                                                           | 2014年9月1日 -   |      |
| 内務大臣                            | ヴォルフガング・ゾボトゥカ           | ÖVP                          | 保安／警察の管理監督統制 氏名権等を含む個人情報の管理／国境管理                                                                              | 2016年4月21日 -  |      |
| 法務大臣                            | ヴォルフガング・ブラントシュテッター | 無所属 （ただしÖVPから選出） | 民法・刑法に関わる執務全般／検察／倒産及び破産 資産押収の強制執行／弁護士・公証人の認証                                                      | 2013年12月16日 - |      |
| 首相府担当大臣                      | トーマス・ドゥロツダ                 | SPÖ                          | 文化・芸術・メディア・憲法 | 2016年5月25日 -  |      |
| 防衛・体育大臣                      | ハンス＝ペーター・ドスコツィル       | SPÖ                          | 国防に関する執務全般／オーストリア軍の管理監督 スポーツ関連全般                                                                              | 2016年1月26日 -  |      |
| 森林・農業経済・環境及び水大臣      | アンドレ・ルップレヒター             | ÖVP                          | 森林業・農業経済／ワイン／水に関する経済と権利 植物保護狩猟／漁業／環境保護／廃棄物／毒物管理 動物保護／放射線保護                           | 2013年12月16日 - |      |
| 労働・社会・消費者保護大臣          | アロイス・シュトゥーガー             | SPÖ                          | 社会保障／雇用／消費者保護 | 2016年1月26日 -  |      |
| 教育大臣（2016年6月まで婦人相兼務） | ゾーニャ・ハンマーシュミット         | 無所属 （ただしSPÖから選出） | ギムナジウムまでの高等教育前の学校教育全般／男女同権                                                                                         | 2016年5月17日 -  |      |
| 交通・イノベーション・技術大臣      | ヨォルグ・ライヒトフリード           | SPÖ                          | 陸路・水上・空路に関する執務全般／技術開発の啓発・促進                                                                                       | 2016年5月17日 -  |      |

## 私生活
1985年にカリン・ヴェッセリーと入籍、3人の息子をもうけたが2001年に離婚、ヴェッセリーは現在弁護士でありニーダーエスターライヒ州のメーデリングで市の文化評議員を務めている。現在の夫人であるエヴェリンとは一人の娘をもうけている。